# Petter Næss
Petter Næss (ur. 14 marca 1960 w Oslo) – norweski aktor i reżyser, najszerzej znany jako twórca teatralnych i filmowych adaptacji książek Ingvara Ambjørnsena o Ellingu i Kjellu Bjarne, parze przyjaciół z domu opieki nad osobami upośledzonymi, którzy nagle muszą stawić czoła samodzielnemu życiu w dużym mieście.

## Życiorys
Næss po raz pierwszy zajął się tymi bohaterami w Nowym Teatrze w Oslo, którego dyrektorem jest od 1997. W 1999 wyreżyserował tam sztukę Elling i Kjell Bjarne z Perem Christianem Ellefsenem i Svenem Nordinem w rolach tytułowych. Spektakl został zagrany 125 razy dla łącznie 60 tysięcy widzów, co jak na warunki norweskiego teatru, było dużym sukcesem.
W 2001 zrealizował z tymi samymi aktorami wersję kinową przedstawienia, zatytułowaną Elling. Film okazał się jednym z największych hitów frekwencyjnych w dziejach norweskiego kina − obejrzało go 800 tysięcy osób na niespełna 5 mln mieszkańców Norwegii. Spotkał się również z bardzo dobrym przyjęciem międzynarodowym − uzyskał nominację do Oscara dla najlepszego filmu nieanglojęzycznego i zdobył wiele wyróżnień, m.in. nagrodę publiczności na Warszawskim Międzynarodowym Festiwalu Filmowym.
Po tym sukcesie Næssem zainteresowało się Hollywood, co zaowocowało wyreżyserowaniem przez niego amerykańskiej produkcji Zaklęte serca (2005). Równolegle pozostał aktywny w kinie norweskim, reżyserując takie filmy jak Tylko Bea czy Elsk meg i morgen, będący ostatnią częścią trylogii o Ellingu (część drugą pt. Mors Elling wyreżyserowała Eva Isaksen).
Był czterokrotnie nominowany do Amandy, najważniejszej norweskiej nagrody filmowej, w kategorii Najlepszy Reżyser. Uzyskał statuetkę raz - w 2004 za film Tylko Bea.